# Oliver Stapleton
Oliver Stapleton BSC (Londra, 12 aprile 1948) è un direttore della fotografia britannico.

## Filmografia parziale
- Restless Natives, regia di Michael Hoffman (1985)
- My Beautiful Laundrette - Lavanderia a gettone (My Beautiful Laundrette), regia di Stephen Frears (1985)
- Absolute Beginners, regia di Julien Temple (1986)
- Prick Up - L'importanza di essere Joe (Prick Up Your Ears), regia di Stephen Frears (1987)
- Sammy e Rosie vanno a letto (Sammy & Rosie Get Laid), regia di Stephen Frears (1988)
- Le ragazze della Terra sono facili (Earth Girls Are Easy), regia di Julien Temple (1988)
- She-Devil - Lei, il diavolo (She-Devil), regia di Susan Seidelman (1989)
- Rischiose abitudini (The Grifters), regia di Stephen Frears (1990)
- Eroe per caso (Hero), regia di Stephen Frears (1992)
- The Snapper, regia di Stephen Frears (1993)
- Senti chi parla adesso! (Look Who's Talking Now), regia di Tom Ropelewski (1993)
- Restoration - Il peccato e il castigo (Restoration), regia di Michael Hoffman (1995)
- Due sulla strada (The Van), regia di Stephen Frears (1996)
- Kansas City, regia di Robert Altman (1996)
- Un giorno... per caso (One Fine Day), regia di Michael Hoffman (1996)
- L'oggetto del mio desiderio (The Object of My Affection), regia di Nicholas Hytner (1998)
- Hi-Lo Country (The Hi-Lo Country), regia di Stephen Frears (1998)
- Sogno di una notte di mezza estate (Midsummer Night's Dream), regia di Michael Hoffman (1999)
- Le regole della casa del sidro (The Cider House Rules), regia di Lasse Hallström (1999)
- Un sogno per domani (Pay It Forward), regia di Mimi Leder (2000)
- Hollywood, Vermont. (State and Main), regia di David Mamet (2000)
- Buffalo Soldiers, regia di Gregor Jordan (2001)
- Birthday Girl, regia di Jez Butterworth (2001)
- The Shipping News - Ombre dal profondo (The Shipping News), regia di Lasse Hallström (2001)
- Ned Kelly, regia di Gregor Jordan (2003)
- Casanova, regia di Lasse Hallström (2005)
- Il vento del perdono (An Unfinished Life), regia di Lasse Hallström (2005)
- L'imbroglio - The Hoax (The Hoax), regia di Lasse Hallström (2006)
- The Water Horse - La leggenda degli abissi (The Water Horse: Legend of the Deep), regia di Jay Russell (2007)
- Star System - Se non ci sei non esisti (How to Lose Friends & Alienate People), regia di Robert B. Weide (2008)
- Ricatto d'amore (The Proposal), regia di Anne Fletcher (2009)
- Unthinkable, regia di Gregor Jordan (2010)
- Will, regia di Ellen Perry (2011)
- Non avere paura del buio (Don't Be Afraid of the Dark), regia di Troy Nixey (2011)
- Parto con mamma (The Guilt Trip), regia di Anne Fletcher (2012)
- Affare fatto (Unfinished Business), regia di Ken Scott (2015)
- Fuga in tacchi a spillo (Hot Pursuit), regia di Anne Fletcher (2015)
- The Comedian, regia di Taylor Hackford (2016)
- Invitati per forza (The People We Hate at the Wedding), regia di Claire Scanlon (2022)